# Jacob Cröpelin

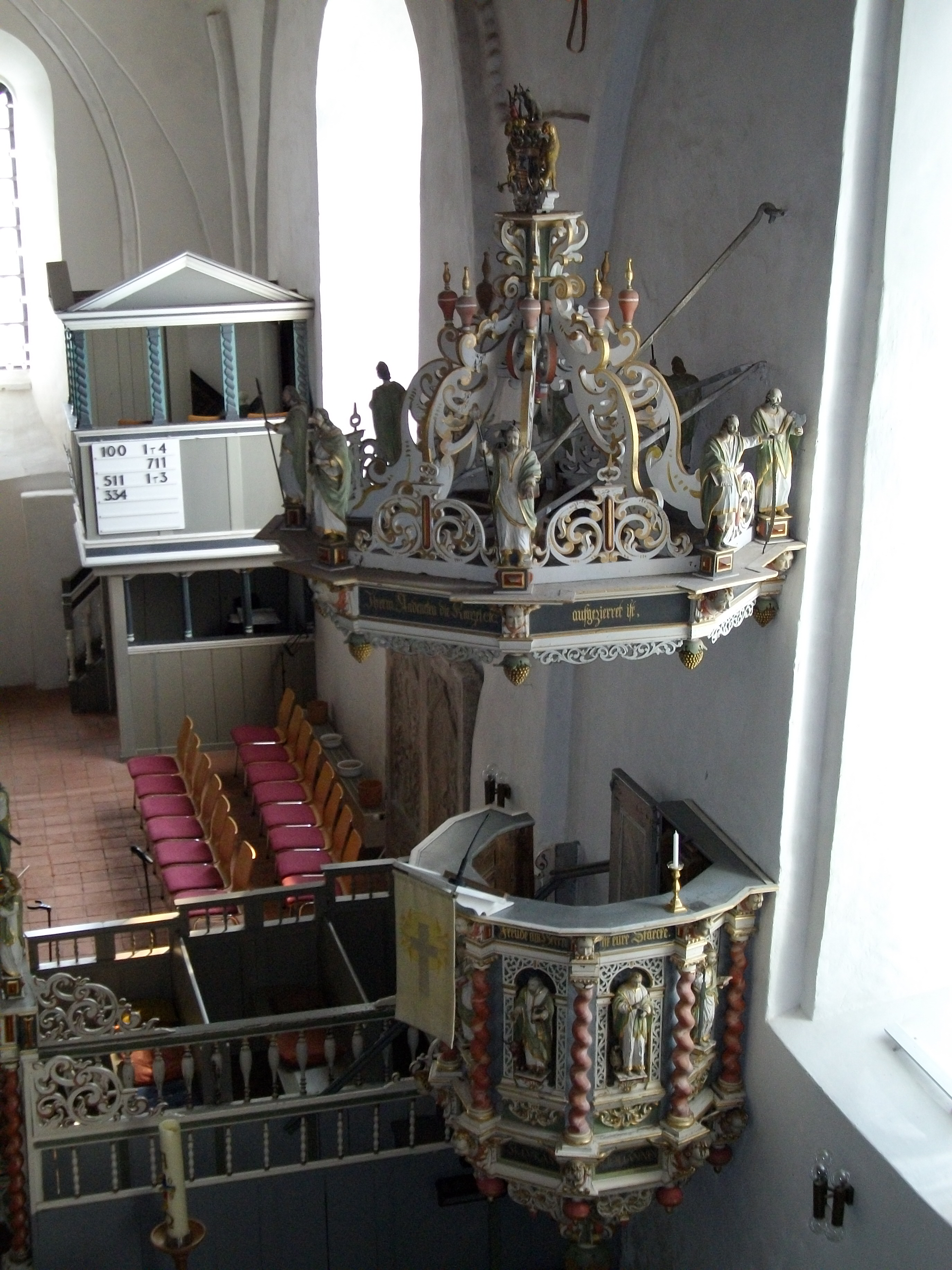
Kanzel in Dornum

Jacob Cröpelin (auch Kröpelin) (* um 1615 in oder bei Rostock; † 18. April 1679 in Esens) war ein Tischler und Bildschnitzer in Esens, der zahlreiche kirchliche Ausstattungsstücke im nördlichen Ostfriesland und im Wangerland schuf.

## Leben
Vermutlich ging er bei Ludwig Münstermann oder dessen Hamburger Söhnen in die Lehre, da die Werke stilistische Verwandtschaft aufweisen. In Esens heiratete er im Jahr 1643 Maria Hinrichs und erwarb dort das Bürgerrecht. Den beiden wurden zwei Söhne und zwei Töchter geboren. Jahrelang leitete er die Gilde. Als Meister unterhielt er ein eigenes Atelier, in dem er mindestens ein Dutzend Lehrlinge ausbildete und stilbildend wirkte. Cröpelin koordinierte bei größeren Aufträgen verschiedene Künstler und Handwerker, die arbeitsteilig manchmal über mehrere Jahre an einem Projekt zusammenarbeiteten.
Die Söhne Johann (* 1644 in Esens; † 2. September 1679) und Hinrich Cröpelin wurden ebenfalls Bildschnitzer. Johann übernahm zunächst die väterliche Werkstatt, starb aber früh „nach starkem Branntweinsaufen“. Anschließend führte Hinrich die Werkstatt fort.

## Werke
Cröpelin schuf vor allem Schnitzaltäre und Kanzeln, gestaltete aber auch andere hölzerne Einrichtungsgegenstände. Stilistisch stehen seine Werke zwischen Spätrenaissance und Barock. Protestantischer Auffassung folgend, dienten seine Werke der Auslegung der zentralen christlichen Heilsbotschaft in Wortverkündigung und Sakrament.
Einen Schwerpunkt seiner Arbeiten bilden Kanzeln, die aus Kanzelkorb und Schalldeckel bestehen. Der Korb ist oben mit Kopfbändern, in der Mitte mit Darstellungen der Evangelisten und unten meist mit einer Weintraube versehen, der Deckel wird von einem Aufsatz bekrönt. Folgende Kanzeln sind nachgewiesen:
- Johanneskirche zu Waddewarden (1649)
- St. Florian (Funnix) (1650)
- St.-Mauritius-Kirche (Horsten) (1655)
- St.-Bartholomäus-Kirche (Dornum) (nach Königfeld, 1660)
- St.-Marien-Kirche zu Marienhafe (1669)
- St.-Magnus-Kirche (Esens) (1674)
- Sande (1674)
- Bonifatius-Kirche (Arle) (1675)
- Ochtelburer Kirche (1678)

Auch in Maria-Magdalena-Kirche (Berdum) könnte die Kanzel von Cröpelin verfertigt sein.
Zum anderen schuf Jacob Cröpelin sechs Schnitzaltäre:
- St. Mauritius (Reepsholt) (1647/48)
- Blersumer Kirche (1649)
- St. Martin (Westerende) (1652)
- Retabel in St.-Georg-Kirche (Eggelingen) (1659)
- Waddewarden (1661)
- Sande (1663)

1668 hat er in Funnix den Altar restauriert, fehlende Figuren ersetzt und die farbliche Fassung erneuert.
Auch andere Einrichtungsgegenstände gehen auf ihn zurück, wie beispielsweise die Prieche in Dornum, Kniebänke und Fuß des Taufbeckens in Esens, die Kreuzigungsgruppe in Westerbur und der Taufaufsatz in Sengwarden.